# Puchar Wysp Owczych w piłce nożnej (2010)
W roku 2010 odbyła się 55. edycja Pucharu Wysp Owczych (far. Løgmanssteypið), imprezy piłkarskiej organizowanej na tym archipelagu od 1955 roku. Rozgrywki te składały się z kilku etapów:
- Runda wstępna (brało udział sześć drużyn, w tym trzy z niższej ligi niż druga w sezonie 2010),
- Runda eliminacyjna (brało udział szesnaście drużyn, w tym trzy awansowane z rundy wstępnej),
- Ćwierćfinał (brało udział osiem zwycięskich drużyn z poprzedniej rundy),
- Półfinały (brało udział cztery zwycięskie drużyny z poprzedniej rundy, są to tzw. dwumecze),
- Finał

## Przebieg

### Runda wstępna
W rundzie wstępnej wzięły udział następujące drużyny: FC Hoyvík (1.deild), Skála ÍF (2.deild), MB Miðvágur (2.deild), FF Giza (3.deild), Undrið FF (3.deild), Royn Hvalba (3.deild). Całość odbyła się 20 marca 2010, na stadionach w: Miðvágur, Argir oraz Hvalba.
| 20 marca 2010 | Royn Hvalba · Poul Poulsen 35' | 1:21:1 | FC Hoyvík · 10' 56' Jørgin Meitilberg | Á Skørðunum, Hvalba Sędzia: Sólfinn Gudmundson |
|               |                                |        |                                       |                                                |

| 20 marca 2010 15:00 | MB Miðvágur | 0:2 | Skála ÍF · 12' Jóhan Funn · 43' Jørmund Joensen | Við Kirkju, Miðvágur Sędzia: Kim Poulsen |
|                     |             |     |                                                 |                                          |

| 20 marca 2010 17:00 | FF Giza · Fróði Vang 13' | 1:2 | Undrið FF · 19' Leivur Holm Joensen (s) · 39' Christian Vilhelm Jacobsen | Vika Stadium, Argir Widzów: 250 Sędzia: Pætur Albinus |
|                     |                          |     |                                                                          |                                                       |

### Runda eliminacyjna
W rundzie eliminacyjnej wzięło udział szesnaście zespołów. Były to kluby pierwszoligowe: AB Argir, B36 Tórshavn, B68 Toftir, B71 Sandoy, EB/Streymur, FC Suðuroy, HB Tórshavn, ÍF Fuglafjørður, NSÍ Runavík i Víkingur Gøta, drugoligowe: 07 Vestur, FC Hoyvík, KÍ Klaksvík i TB Tvøroyri, trzecioligowy Skála ÍF oraz czwartoligowy Undrið FF. Mecze odbyły się na stadionach w: Argir, Fuglafjørður, Hoyvík, Sandur, Streymnes, Toftir, Tórshavn oraz Vágur.
| 27 marca 2010 13:00 | FC Hoyvík · Jørgen Meitilberg 42' · Bogi Hermansen 52' | 2:01:0 | TB Tvøroyri | Gundadalur, Tórshavn Widzów: 20 Sędzia: Jóhan P. Michels |
|                     |                                                        |        |             |                                                          |

| 27 marca 2010 14:00 | Undrið FF | 0:10:0 | ÍF Fuglafjørður · 58' Karl Løkin | Fløtugerði, Fuglafjørður Sędzia: Alex Troleis |
|                     |           |        |                                  |                                               |

| 27 marca 2010 15:00 | HB Tórshavn | 0:10:0 | B36 Tórshavn · 49' Klæmint Matras | Gundadalur, Tórshavn Widzów: 700 Sędzia: Petur Reinert |
|                     |             |        |                                   |                                                        |

| 27 marca 2010 15:00 | B71 Sandoy · Bojan Zivic 61' · Símin Hansen 71' | 2:4 (dogr.)0:1 | Víkingur Gøta · 40' Atli Gregersen · 78' 100' 105' Súni Olsen | Inni í Dal, Sandur Widzów: 70 Sędzia: Eiler Rasmusen |
|                     |                                                 |                |                                                               |                                                      |

| 27 marca 2010 15:00 | B68 Toftir · Jóhan Dávur Højgaard 51' · Poul Poulsen 74' · Ndende Adama Gueye 89' | 3:00:0 | 07 Vestur | Svangaskarð, Toftir Sędzia: Dagfinn Olsen |
|                     |                                                                                   |        |           |                                           |

| 27 marca 2010 15:30 | EB/Streymur · Arnbjørn Hansen 100' | 1:0 (dogr.)0:0 | NSÍ Runavík | Við Márgáir, Streymnes Sędzia: Páll Augustinisen |
|                     |                                    |                |             |                                                  |

| 27 marca 2010 17:00 | AB Argir · Evrard Blé 52' 112' · Kenneth Jacobsen 125' | 3:1 (dogr.)0:0 | KÍ Klaksvík · 74' Henry Heinesen | Vika Stadium, Argir Widzów: 250 Sędzia: Ransin Djurhuus |
|                     |                                                        |                |                                  |                                                         |

| 21 kwietnia 2010 19:00 | FC Suðuroy · Mamuka Toronjadze 3' · Obi Ikechukwu Charles 23' · Palli Augustinussen 43' · Jón Krosslá Poulsen 58' · John Poulsen 70' · Arthur Tausen 88' | 6:13:0 | Skála ÍF · 73' Brian Jacobsen | Vesturi á Eidinum, Vágur Widzów: 100 Sędzia: Lars Müller |
|                        | |        |                               |                                                          |

### Ćwierćfinały
| 25 kwietnia 2010 14:45 | FC Suðuroy · Jón Krosslá Poulsen 37' | 1:41:1 | EB/Streymur · 16' Hans Pauli Samuelsen · 46' Gudmund Nielsen · 56' Arnbjørn Hansen · 90' Leif Niclasen | Vesturi á Eidinum, Vágur Widzów: 400 Sędzia: Ransin Djurhuus |
|                        |                                      |        | |                                                              |

| 25 kwietnia 2010 15:00                                                            | Víkingur Gøta · Súni Olsen 20' | 1:1 k. 4:31:0                                                                        | AB Argir · 75' Téhé Aristide | Serpugerði, Norðragøta Widzów: 500 Sędzia: Rúni Gaardbo |
|                                                                                   |                                |                                                                                      |                              |                                                         |
|                                                                                   |                                | Rzuty karne                                                                          |                              |                                                         |
| Súni Olsen · Sølvi Vatnhamar · Sam Jacobsen · Atli Gregersen · Finnur Justinussen |                                | Gunnar Haraldsen · Nikolaj Eriksen · Mortan úr Hørg · Evrard Blé · Stig-Roar Søbstad |                              |                                                         |

| 25 kwietnia 2010 15:00 | ÍF Fuglafjørður · Áki Petersen 53' · Rógvi Jacobsen 77' · Øssur Dalbúð 120' | 3:20:1 | B68 Toftir · 37' Ndende Adama Guéye · 81' Øssur Hansen | Fløtugerði, Fuglafjørður Sędzia: Dagfinn Olsen |
|                        |                                                                             |        |                                                        |                                                |

| 25 kwietnia 2010 17:00 | FC Hoyvík · Sunnleif Midjord 73' | 1:70:4 | B36 Tórshavn · 17' Bárður Olsen · 36' Hjalgrím Elttør · 44' 49' Jákup á Borg · 45' Símun Joensen · 56' Christian Mouritsen · 58' Magnus Olsen | Gundadalur, Tórshavn Widzów: 300 Sędzia: Alex Troleis |
|                        |                                  |        | |                                                       |

### Półfinały
Pierwsze półfinały:
| 20 maja 2010 18:30 | ÍF Fuglafjørður · Poul Ennigarð 19' | 1:2 | Víkingur Gøta · 23' Súni Olsen · 29' Finnur Justinussen | Fløtugerði, Fuglafjørður Widzów: 503 Sędzia: Eiler Rasmussen |
|                    |                                     |     |                                                         |                                                              |

| 20 maja 2010 18:30 | B36 Tórshavn · Bárður Olsen 52' · Hjalgrím Elttør 62' | 2:10:1 | EB/Streymur · 22' Arnbjørn Hansen | Gundadalur, Tórshavn Widzów: 1000 Sędzia: Rúni Gaardbo |
|                    |                                                       |        |                                   |                                                        |

Drugie półfinały:
| 8 czerwca 2010 18:30 | Víkingur Gøta | 0:30:1 | ÍF Fuglafjørður · 25' Dánjal á Lakjuni · 89' Jan Ellingsgaard, · 90' Øssur Dalbúð | Serpugerði, Norðragøta Widzów: 500 Sędzia: Lars Müller |
|                      |               |        |                                                                                   |                                                        |

| 8 czerwca 2010 19:00 | EB/Streymur · Sorin Anghel 61' · Kristoffur Jakobsen 86' | 2:00:0 | B36 Tórshavn | Við Margáir, Streymnes Widzów: 1000 Sędzia: Petur Reinert |
|                      |                                                          |        |              |                                                           |

### Finał
W finale zagrały przeciwko sobą drużyny EB/Streymur oraz ÍF Fuglafjørður. Zdobywcą Pucharu został pierwszy z nich, przez co uzyskał prawo do gry w drugiej rundzie Ligi Europy 2011/12.
| 6 sierpnia 2010 18:00 | EB/Streymur · Sorin Anghel 25' | 1:0 | ÍF Fuglafjørður | Injector Arena, Klaksvík Widzów: 2544 Sędzia: Ransin Djurhuus |
|                       |                                |     |                 |                                                               |

### Strzelcy
Najlepszymi strzelcami w turnieju zostali:
| Miejsce | Kraj                     | Zawodnik            | Klub            | Bramki |
| ------- | ------------------------ | ------------------- | --------------- | ------ |
| 1       | Wyspy Owcze              | Súni Olsen          | Víkingur Gøta   | 6      |
| 2       | Wybrzeże Kości Słoniowej | Evrard Blé          | AB Argir        | 3      |
| 2       | Wyspy Owcze              | Arnbjørn Hansen     | EB/Streymur     | 3      |
| 2       | Wyspy Owcze              | Jørgin Meitilberg   | FC Hoyvík       | 3      |
| 5       | Wyspy Owcze              | Sorin Anghel        | EB/Streymur     | 2      |
| 5       | Wyspy Owcze              | Jákup á Borg        | B36 Tórshavn    | 2      |
| 5       | Wyspy Owcze              | Øssur Dalbúð        | ÍF Fuglafjørður | 2      |
| 5       | Wyspy Owcze              | Hjalgrím Elttør     | B36 Tórshavn    | 2      |
| 5       | Senegal                  | Ndende Adama Gueye  | B68 Toftir      | 2      |
| 5       | Wyspy Owcze              | Atli Gregersen      | Víkingur Gøta   | 2      |
| 5       | Wyspy Owcze              | Bárður Olsen        | B36 Tórshavn    | 2      |
| 5       | Wyspy Owcze              | Jón Krosslá Poulsen | FC Suðuroy      | 2      |
|         |                          | ...                 |                 |        |